# The Game (пісня Disturbed)
«The Game» — сингл американського рок-гурту Disturbed. Пісня була випущена як четвертий сингл з дебютного альбому гурту The Sickness.

## Позиція в чарті
| Рік  | Чарт                   | Позиція |
| ---- | ---------------------- | ------- |
| 2002 | Mainstream Rock Tracks | 34      |